# Örta IF
Örta IF ist ein schwedischer Sportverein aus Sandviken. Er ist insbesondere für seine Fußballmannschaft bekannt.

## Geschichte
1927 wurde der Örtakoloniens IF gegründet. Die Fußballer traten ab 1935 in der dritten Liga an und wurde dort 1943 Staffelsieger. In der zweiten Liga war die Mannschaft jedoch nahezu chancenlos und gewann keines des 18 Saisonspiele, mit zwei Pluspunkten stieg sie am Saisonende direkt wieder ab und wurde bereits zwei Jahre später in die Viertklassigkeit durchgereicht. 1955 erfolgte die Umbenennung in Örta IF. Zwischen 1959 und 1960, 1964 und 1979 kehrte der Klub jeweils nochmals kurzzeitig in die dritthöchste Spielklasse zurück. Zwischen 2001 und 2005 wurde mit dem IFK Sandviken eine Spielgemeinschaft gebildet. 2005 wurde diese wieder aufgelöst und der Klub trat fortan wieder als Örta IF an. Später wurde der Fußballspielbetrieb beim Klub eingestellt.